# Asno selvagem do Atlas
O Asno selvagem do Atlas (Equus africanus atlanticus), também conhecido como Burro selvagem do Atlas ou burro selvagem argelino, é uma suposta subespécie extinta do burro selvagem africano que já foi encontrada no Norte da África e em partes do Saara.